# Alfréd Radok
Alfréd Radok (ur. 17 grudnia 1914 w Moldauthein (obecnie Týn nad Vltavou), zm. 22 kwietnia 1976 w Wiedniu) – czeski reżyser.

## Życiorys
Studiował na Wydziale Filozoficznym Uniwersytetu Karola. Był związany z teatrami w Pradze, m.in. w 1938 z teatrem D-34 (obecnie Teatr im. E Buriana), w latach 1954–1960 i 1965–1966 z Národním divadlem (Teatrem narodowym), poza tym 1945–1948 był reżyserem Divadla 5. května i jednocześnie 1946–1947 Divadla satiry. Od 1961 pracował w teatrach miejskich. Był twórcą widowiska scenicznego laterna magica i eksperymentalnej sceny o tej nazwie (założonej w 1959, przy Národním divadle). Wystawił m.in. Grę miłości i śmierci Rollanda (1964) i Na dnie Gorkiego (1966). Pisał również sztuki teatralne. W 1959 otrzymał nagrodę państwową za laterna magica. Po zdławieniu praskiej wiosny przez Układ Warszawski w 1968 udał się na Zachód.
W 1991 roku został pośmiertnie odznaczony Orderem Tomáša Garrigue Masaryka III klasy.